# Tebicuarymí
Tebicuarymí è un centro abitato del Paraguay; è situato nel dipartimento di Paraguarí, ad una distanza di circa 149 km dalla capitale del paese, Asunción, e forma il meno popolato dei 17 distretti del dipartimento.

## Popolazione
Al censimento del 2002 la località contava una popolazione urbana di 337 abitanti (3.804 nel distretto).

## Caratteristiche
Situata nella parte orientale del dipartimento, Tebicuarymí ha una popolazione dedita all'allevamento e all'agricoltura; la principale produzione agricola è quella della canna da zucchero.